# Dendrochilum insectiferum
Dendrochilum insectiferum là một loài thực vật có hoa trong họ Lan. Loài này được (Ridl.) J.J.Sm. mô tả khoa học đầu tiên năm 1922.